# Karl Patterson Schmidt
Karl Patterson Schmidt (19 de junio de 1890, Lake Forest (Illinois) – 26 de septiembre de 1957, Chicago) fue un herpetólogo estadounidense.

## Biografía
Schmidt era hijo de George W. Schmidt y de Margaret Patterson Schmidt. Su padre fue un profesor germano, que, al tiempo de nacer Karl, enseñaba en Lake Forest, Illinois. Con su familia, dejó esa ciudad en 1907 y se asentaron en Wisconsin, trabajando en una granja cerca de Stanley (Wisconsin), donde su madre y su hermano menor murieron en un incendio el 7 de agosto de 1935. Su hermano, Franklin J. W. Schmidt, había sido prominente en el entonces nuevo campo de manejo de la vida silvestre. En 1919, Karl Schmidt se casó con Margaret Wightman, y tuvieron dos hijos John and Robert.

El herpetólogo Karl Patterson Schmidt con su familia en Navidad, hacia 1950

## Educación
En 1913, Schmidt ingresó en la Universidad Cornell para estudiar Biología y Geología. En 1915, descubrió su preferencia por la Herpetología, durante un curso de cuatro meses de entrenamiento en la Perdee Oil Company, en Luisiana. En 1916, obtuvo el grado de Bachelor of Arts e hizo su primera expedición geológica a Santo Domingo. En 1952, fue galardonado con un doctorado honorario en Ciencia por la Earlham College.

## Carrera
De 1916 a 1922, trabajó como asistente científico en herpetología en la Museo Americano de Historia Natural en Nueva York, bajo los conocidos herpetólogos estadounidenses Mary Cynthia Dickerson y Gladwyn K. Noble. En 1919, hizo su primera expedición de recolección a Puerto Rico y, luego en 1922, se convirtió en el conservador asistente de reptiles y anfibios en el Museo Field de Historia Natural en Chicago.
De 1923 a 1934, realizó varias expediciones de recolección para ese museo a América Central y del Sur, lo que lo llevó a Honduras (1923), Brasil (1926) y Guatemala (1933–1934). En 1937, se convirtió en el editor de la revista de herpetología e ictiología Copeia, un puesto que ocupó hasta 1949.
En 1938, se desempeñó en el Ejército de los Estados Unidos. En 1941, se convirtió en el principal curador de zoología del Museo Field, donde permaneció hasta su jubilación en 1955. De 1942 a 1946, fue presidente de la Sociedad de EE. UU. de ictiólogos y herpetólogos. En 1953, realizó su última expedición, que fue a Israel.

## Autodocumentación de su deceso
Schmidt falleció en 1957 después de ser mordido por una joven víbora arborícola de El Cabo (Dispholidus typus). Creía erróneamente, que no podía producir una dosis fatal. Después de la mordedura, hizo notas detalladas sobre los síntomas que experimentó, casi hasta el final. Se le preguntó a Schmidt, pocas horas antes de morir, si quería atención médica, pero se negó porque alteraría los síntomas que estaba documentando. El veneno de tal víbora funcionó causándole una coagulación intravascular diseminada, una condición en donde se formaron tantos pequeños coágulos en la sangre, que la víctima perdió la capacidad de coagular más y sangró hasta su muerte. Murió 24 horas después de la mordedura, sangrando por pulmones, riñones, corazón y cerebro. Marlin Perkins, quién era entonces director del Lincoln Park Zoo, envió la serpiente al Laboratorio de Schmidt en el Museo Field de Chicago para su identificación.

## Legado
Schmidt fue uno de los herpetólogos más importantes del siglo XX. Aunque solo hizo unos pocos descubrimientos importantes, nombró más de 200 especies y fue un experto líder en la serpiente de coral. Su donación de más de 15.000 títulos de literatura herpetológica formó la base de la "Biblioteca Herpetológica Conmemorativa Karl P. Schmidt", ubicada en el Museo Field.
Sus escritos revelan que generalmente era un sólido partidario de las ideas de William Diller Matthew sobre dispersalismo de especies.

## Obra

### Taxa

#### Algunas taxa descriptas por Karl Schmidt
- Batrachuperus tibetanus K.P. Schmidt, 1929[9]
- Eleutherodactylus wightmanae K.P. Schmidt, 1920
- Varanus albigularis angolensis K.P. Schmidt, 1933
- Leptopelis parvus K.P. Schmidt & Inger, 1959[10]
- Neurergus kaiseri K.P. Schmidt, 1952

### Algunas publicaciones
Escribió más de 200 artículos y libros, incluyendo "Living Reptiles of the World" ("Reptiles vivientes del mundo"), que fue un éxito de ventas internacional.

#### Libros
- 1933 Amphibians and Reptiles Collected by The Smithsonian Biological Survey of the Panama Canal Zone

- 1934 Homes and Habits of Wild Animals

- 1938 Our Friendly Animals and When They Came

- 1941 Field Book of Snakes of the United States and Canada con Delbert Dwight Davis

- 1949 Principles of Animal Ecology con Warder Clyde Allee (1885–1955) y Alfred Edwards Emerson

- 1951 Ecological Animal Geography: An Authorized, edición reescrita con Warder Clyde Allee, basada en Tiergeographie auf oekologischer Grundlage de Richard Hesse. 2.ª, John Wiley & Sons, New York

- 1953 A Check List of North American Amphibians and Reptiles

- 1957 Living Reptiles of the World con Robert Frederick Inger

#### Otras publicaciones
- Schmidt, Karl P. (1925). "New Reptiles and a New Salamander from China". Am. Museum Novitates (157): 1-6.[9]

- Schmidt, Karl P. (1930). "Reptiles of Marshall Field North Arabian desert expeditions, 1927–1928". Field Museum of Natural History Publication 273, Zoological series vol. 17, no. 6., p. 223-230.[11]

- Schmidt, Karl P.; Shannon, F. A. (1947). "Notes on Amphibians and Reptiles of Michoacan, Mexico". Fieldiana Zool. 31: 63–85.[12]

#### Eponimia
Muchas especies y subespecies de anfibios y reptiles se nombraron en su honor, incluyendo
- Acanthodactylus schmidti Haas, 1957
- Afrotyphlops schmidti (Laurent, 1956)
- Amphisbaena schmidti Gans, 1964
- Aspidoscelis hyperythra schmidti Van Denburgh & Slevin, 1921
- Batrachuperus karlschmidti Liu, 1950
- Calamaria schmidti Marx & Inger, 1955
- Coniophanes schmidti Bailey, 1937
- Eleutherodactylus karlschmidti C. Grant, 1931
- Emoia schmidti W. Brown, 1954
- Lerista karlschmidti (Marx & Hosmer, 1959)
- Liolaemus schmidti (Marx, 1960)
- Pseudoxenodon karlschmidti Pope, 1928
- Scincella schmidti Barbour, 1927
- Thrasops schmidti Loveridge, 1936
- Tribolonotus schmidti Burt, 1930
- Urosaurus ornatus schmidti (Mittleman, 1940)

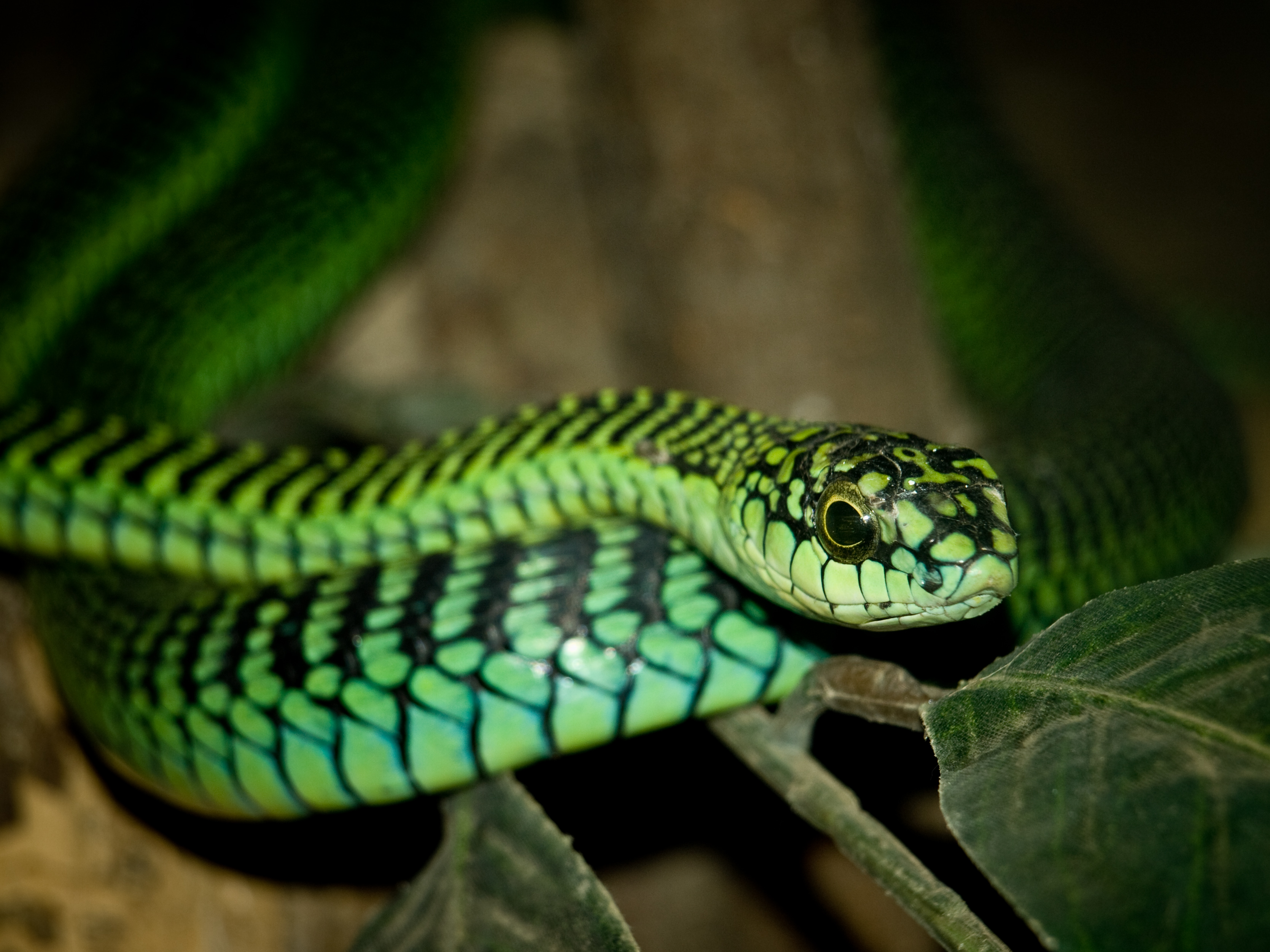
Schmidt falleció por la picadura de una joven víbora arborícola de El Cabo.

- Varanus karlschmidti Mertens, 1951

## Abreviatura (zoología)
La abreviatura Schmidt  se emplea para indicar a Karl Patterson Schmidt como autoridad en la descripción y taxonomía en zoología.

- Datos: Q1397402
- Multimedia: Karl Patterson Schmidt / Q1397402
- Especies: Karl Patterson Schmidt